# Mikko Hyvärinen
Johannes Mikael "Mikko" Hyvärinen (Kontiolahti, Carèlia Septentrional, 8 de gener de 1884 – Kuopio, 6 de juny de 1973) va ser un gimnasta finlandès que va competir a començaments del segle xx. Era germà del també gimnasta Eero Hyvärinen.
El 1912 va prendre part en els Jocs Olímpics d'Estocolm, on va guanyar la medalla de plata en el concurs per equips, sistema lliure del programa de gimnàstica.